# Криза через Чорноморські протоки
Криза через Чорноморські протоки  — територіальний конфлікт між СРСР і Туреччиною часів Холодної війни. Туреччина офіційно залишалася нейтральною впродовж більшої частини Другої світової війни. Проте після її закінчення вона стала об'єктом тиску з боку СРСР для зняття обмежень для радянського судноплавства через Чорноморські протоки, які з'єднують Чорне море з Середземним. Оскільки турецький уряд не погоджувався на вимоги Радянського Союзу, у регіоні виникла напруженість. Її складовою стала демонстрація військово-морської сили СРСР. Цей інцидент став вирішальним фактором у формуванні Доктрина Трумена. Кульмінація конфлікту спонукала Туреччину звернутися до США і НАТО, для захисту і членства, відповідно. У результаті ця криза сприяла формуванню  системи міжнародної безпеки у Європи після холодної війни, певні риси якої зберігаються і донині.

## Контекст кризи

### Значення Проток
Два проходи від Чорного моря до Середземного, Дарданелли і Босфор, були дуже важливі як торговий шлях з Чорного моря в порти усього світу для Туреччини та інших чорноморських держав: СРСР, Румунії та Болгарії. Після 1944 останні знаходилися під впливом СРСР . Протоки також мали стратегічне військове значення — той, хто їх контролював, міг використовувати їх в якості точки входу чи виходу військово-морських сил до чи з Чорного моря.

### Політичний контекст
Конфлікт сягає своїм корінням в радянсько-турецькі відносини, як до, так і під час Другої світової війни. До останньої половини 1930-х років, російсько-турецькі відносини були теплими і навіть «братерськими». В 1921 року у Москві був укладений договір «про дружбу і братство».
У Конвенції Монтре про режим Проток, яка була підписана 1936 році представниками Австралії, Болгарії, Франції, Німеччини, Греції, Японії, СРСР, Туреччини, Великої Британії та Югославії, встановлювався правовий режим використання Проток як для торгового судноплавства, так і проходу військових кораблів. Це був останній з кількох договорів щодо статусу Проток. Попередні договори діяли у різні періоди 19 і 20 століть. Причиною укладення конвенції Монтре стало посилення фашистської Італії і здійснення нею експансіоністської політики, а також побоювання, що Болгарія здійснить переозброєння (збройні сили країни були обмежені після поразки у Першій Світовій війні, у якій вона брала участь на боці Троїстого союзу). Після підписання договору 20 липня 1936 року, Туреччині дозволили розмістити війська у районі Проток та регулювати судноплавство у них. Конвенція Монтре також серйозно обмежувала прохід військових кораблів які не належали чорноморським держав і забороняла такий прохід під час війни.
Наприкінці 1930-х і 1940-х роках, Сталін намагався переглянути на користь СРСР домовленості, закріплені у Конвенції 1936, намагаючись ще 1939 року просунути альтернативний варіант забезпечення безпеки СРСР — спільний турецький і радянський контроль над протоками. Після підписання пакту Молотова — Ріббентропа з нацистською Німеччиною, міністр закордонних справ СРСР В'ячеслав Молотов поінформував свого німецького колегу про прагнення своєї держави силою забезпечити контроль над Протоками, побудувавши військову базу поблизу них.

### Прикордонні суперечки з Туреччиною

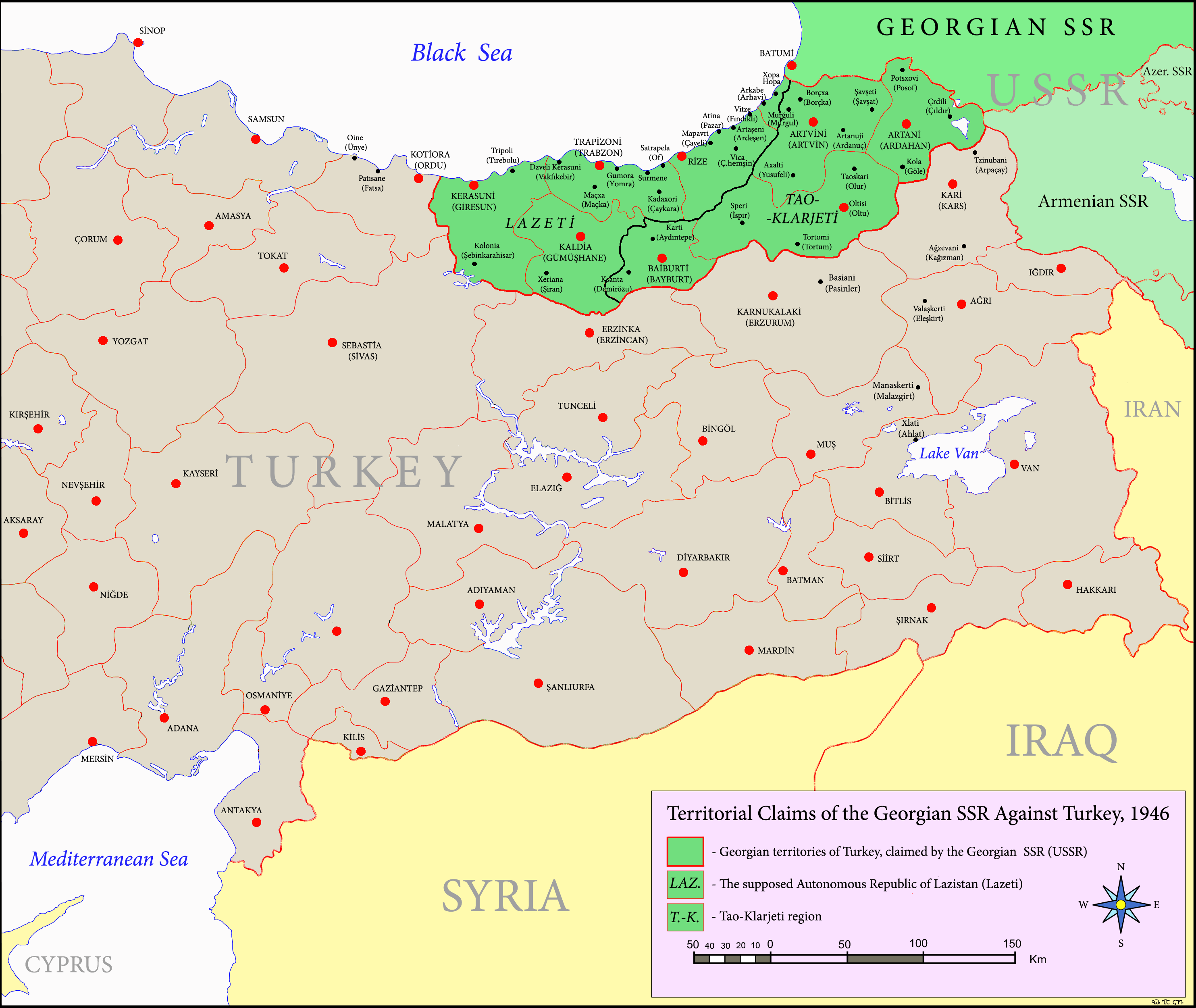
Карта що показує турецьку територію на яку претендувала Грузинська Радянська Соціалістична Республіка в 1946.

У 1946 році СРСР також намагалося переглянути на свою користь кордон з Туреччиною, розширивши, за її рахунок, територію Грузинської та Вірменської радянських соціалістичних республік.

## Криза

### Ескалація
Приводом для конфлікту СРСР і Туреччини став пропуск останньою кораблів нечорноморських держав, включно з нацистською Німеччиною та Італією, під час Другої Світової. Після розгрому Німеччини 1945, СРСР повернувся до цього питання в 1945 та 1946. Візит 6 квітня 1946 лінкору США «Міссурі» до Стамбулу, куди він доставив останки померлого у США посла Туреччини, викликав нову хвилю звинувачень. Водночас, хоча Конвенція Монтре і забороняла прохід лінкорів нечорноморських держав Протоками, вона спеціально передбачала виключення для короткочасних дружніх візитів на запрошення уряду Туреччини у порти, розташовані у регіоні Проток.

### Радянські вимоги стають очевидними
7 серпня 1946 СРСР надіслав ноту Міністерству закордонних справ Туреччини, у якій заявив, що спосіб, у який Туреччина управляє протоками, більше не забезпечує безпеку інших чорноморських країн. Посилаючись на випадки проходу кораблів Німеччини та Італії, у ноті заявлялося, що режим Проток вже не є надійним та вимагала перегляду Конвенції Монтре на новій міжнародній конференції.

### Реакція США
Коли питання було підняте під час Потсдамської конференції, президент США Гаррі Трумен, заявив, що питання Проток має бути вирішене СРСР та Туреччиною на двосторонній основі. По мірі загострення конфлікту у період після Потсдамської конференції, уряд США вирішив, що він не бажає, щоб Протоки опинилися під радянським контролем, що надасть СРСР стратегічний шлях до Середземного моря та можливо спричинить захоплення комуністами влади у Туреччині. У таємній телеграмі, надісланій заступником державного секретаря Діном Ачесоном делегації у Парижі, американська позиція з цього питання полягала у наступному: радянські війська, розміщенні для контролю за Протоками стануть інструментами отримання СРСР контролю над Туреччиною. Тому необхідно захистити Туреччину всіма засобами, наявними у розпорядженні США
20 серпня 1947 Ачесон зустрівся з 15 журналістами для того, щоб пояснити важливість ситуації та роз'яснити наміри уряду США.

### Деескалація та підтримка НАТО
Влітку-восени 1946 року Радянський Союз чинив військовий тиск на Туреччину, що включав маневри радянських військових кораблів поблизу турецьких берегів та розміщення потужного військового угруповання на Балканах. Під наростаючим тиском не здатна самостійно відбити можливу радянську агресію Туреччина звернулася по допомогу до США. Після консультацій з представниками своєї адміністрації президент Трумен направив до берегів Туреччини спеціальну ескадру. 9 жовтня 1946 уряди США та Великої Британії підтвердили свою підтримку Туреччини. 26 жовтня СРСР відкликав свій запит щодо організації міжнародної конференції щодо перегляду Конвенції Монтре, але не свою позицію щодо невідповідності режиму Проток. За певний час він зменшив військове угруповання, яке мало залякати Туреччину. Натомість Туреччина відмовилась від свого нейтралітету та прийняла 100 мільйонів доларів економічної та військової допомоги, що мало забезпечити зниження радянського впливу на неї. 1952 Туреччина стала членом НАТО. СРСР відмовився від територіальних претензій до Туреччини та перегляду режиму Проток 1953, після смерті Сталіна.